# Peñas Blancas (Costa Rica)
Peñas Blancas es un distrito del cantón de San Ramón, en la provincia de Alajuela, de Costa Rica.
Es uno de los ocho Concejos Municipales de Distrito existentes en Costa Rica y se ubica en la Región Huetar Norte del país.

## Historia
Peñas Blancas fue creado el 13 de marzo de 1951 por medio de Decreto Ejecutivo 91.

## Geografía
Peñas Blancas cuenta con un área de 246,8 km² y una altitud media de 225 m s. n. m.

## Demografía
Para el año 2022, Peñas Blancas cuenta con una población estimada de 11 460 habitantes, y para el último censo efectuado, en 2011, Peñas Blancas contaba con una población de 9289 habitantes.

## Localidades
- Cabecera: San Isidro
- Poblados: Abanico, Altura, Bosque, Burrito, Cairo, Castillo (parte), Castillo Nuevo, Colonia Trinidad, Chachagua, La Cruz, Pocosol, San Carlos, San Rafael, Sector Ángeles.

## Transporte

### Carreteras
Al distrito lo atraviesan las siguientes rutas nacionales de carretera:
- Ruta nacional 702
- Ruta nacional 936